# (2657) Bashkiria
(2657) Bashkiria est un astéroïde de la ceinture principale.

## Description
(2657) Bashkiria est un astéroïde de la ceinture principale. Il fut découvert le 23 septembre 1979 à Naoutchnyï par Nikolaï Tchernykh. Il présente une orbite caractérisée par un demi-grand axe de 3,18 UA, une excentricité de 0,15 et une inclinaison de 2,2° par rapport à l'écliptique.

## Compléments